# Takara
Pour les articles homonymes, voir Takara.
 (juin 2020).
Takara Co., Ltd. (株式会社タカラ, Kabushiki gaisha Takara) était une entreprise japonaise fondée en 1955, qui exerçait son activité dans la fabrication de jouet, mais également dans le développement et l'édition de jeux vidéo. Le 1er mars 2006, elle fusionne avec Tomy, autre entreprise du secteur du jouet, pour former Takara Tomy.

## Description
Takara est notamment connu pour sa ligne de jouet Diaclone et Micro Change qui ont été repris par Hasbro sous le nom de Transformers.
L'entreprise était aussi éditrice de jeux vidéo, via les portages d'arcade sur console comme Fatal Fury et Samurai Shodown. Elle est également célèbre grâce à la production de ses propres jeux de combat, la série Battle Arena Toshinden.